# IX Giochi del Mediterraneo
I IX Giochi del Mediterraneo si sono svolti a Casablanca, Marocco, dal 3 al 17 settembre 1983.
All'edizione parteciparono 16 nazioni i cui 2048 atleti gareggiarono in 162 eventi di 20 diverse discipline sportive.

## Nazioni partecipanti
- Algeria (172)
- Cipro (6)
- Egitto (189)
- Francia (233)
- Grecia (198)
- Italia (274)
- Libano (34)
- Libia (63)
- Malta (31)
- Monaco (8)
- Marocco (251)
- Spagna (184)
- Siria (49)
- Tunisia (99)
- Turchia (190)
- Jugoslavia (211)

## Discipline
Sport:
- Atletica leggera (dettagli)
- Calcio (dettagli)
- Ciclismo (dettagli)
- Equitazione (dettagli)
- Ginnastica artistica (dettagli)
- Judo (dettagli)
- Lotta (dettagli)
- Nuoto (dettagli)
- Pallacanestro (dettagli)
- Pallamano (dettagli)
- Pallanuoto (dettagli)
- Pallavolo (dettagli)
- Pugilato (dettagli)
- Rugby a 15 (dettagli)
- Scherma (dettagli)
- Sollevamento pesi (dettagli)
- Tennis (dettagli)
- Tuffi (dettagli)
- Vela (dettagli)

Sport dimostrativi:
- Golf (dettagli)